# Frère Roger
Frère Roger også kendt som Broder Roger (født 12. maj 1915 i Provence, Schweiz, død 16. august 2005) var en calvinsk præst. Han var grundlægger af det økumeniske broderskab Taizé, og prior for dette. 
Hans borgerlige navn var Louis Schütz-Marsauche. Hans far Karl Ulrich Schütz stammede fra Bachs ved Zürich, hans mor Amélie Henriette Marsauche var fra Burgund. Han var yngste af 9 søskende.
Mellem 1937 og 1940 studerede han teologi i Lausanne og Strasbourg. Han kom i 1940 til Taizé i Burgund og grundlagde Communauté de Taizé.
Han har modtaget en række udmærkelser, bl.a. de tyske boghandleres fredspris (1974), Karlsprisen fra byen Aachen (1989) og Robert-Schuman-prisen (1992).
I sine sidste år sad Roger i rullestol på grund af sit svigtende helbred. Han havde planlagt at rejse til Köln i august 2005 i forbindelse med Verdensungdomsdagen 2005, men måtte melde afbud på grund af helbredsproblemer.
Frère Roger blev dræbt af en sindsforvirret rumænsk kvinde den 16. august 2005. Drabet fandt sted under aftenbønnen i en kirke i Taizé, hvor der var omkring 2500 tilstedeværende. Den nuværende prior i Taizé er Broder Alois

## Links
- Brother Roger's Funeral – Photogalleries Arkiveret 29. oktober 2005 hos  Wayback Machine